# Esperança de vida
Esperança de vida, esperança de vida à nascença,  esperança de vida ao nascer ou expectativa de vida é o número aproximado de anos que um grupo de indivíduos nascidos no mesmo ano irá viver, se mantidas as mesmas condições desde o seu nascimento. Em outras palavras, a expectativa de vida é uma medida estatística da média de tempo de vida de um organismo, com base no ano de seu nascimento, sua idade atual e outros fatores demográficos, incluindo sexo. A expectativa de vida da população de uma  determinada área, em um determinado ano, corresponde à  média ponderada das idades das pessoas do lugar que morreram naquele ano.
A expectativa de vida é também um indicador de qualidade de vida de um país, região ou localidade. Pode também ser utilizada para aferir o retorno de investimentos feitos na melhoria das condições de vida e para compor vários índices, tais como o Índice de Desenvolvimento Humano (IDH).
A esperança de vida ao nascer pode ser estratificada segundo a classe de renda, o acesso a serviços de saúde, saneamento, educação, cultura e lazer, bem como os índices de violência, criminalidade e poluição do local onde vive a população. Desta forma, é possível calcular diferenças na expectativa de vida de determinados setores da população (por exemplo, entre ricos e pobres). Esta é uma medida prática para analisar os níveis de equidade em saúde da área em questão.

## Padrões humanos

### Máximo
Registros de expectativa de vida humana acima de 100 anos são altamente suscetíveis a erros. Por exemplo, a idade confirmada mais antiga para todos os seres humanos é de 122 anos, alcançada por Jeanne Calment, que viveu entre 1875 e 1997, embora mesmo esse período seja contestado com base em evidências que sugerem que a morte de sua filha Yvonne em 1934 pode ter sido de fato a morte de Jeanne, e Yvonne assumiu a identidade de sua mãe.
Os cientistas distinguiram caminhos celulares sinérgicos da longevidade que intensificam a expectativa de vida em C. elegans, um nematóide utilizado como modelo em pesquisas de envelhecimento. O estudo sugere que o aumento da vida útil seria equivalente à vida humana por 400 ou 500 anos.

#### No Brasil
| > 80 79 – 78 77 – 76 | 75 – 74 73 – 72 < 72 |

Mapa brasileiro da esperança de vida (2021).

Segundo dados do IBGE, no Brasil em 2017 a expectativa de vida ao nascer era de 76 anos, um aumento de 30,5 anos em relação a 1940 e de 2,1 anos em relação ao ano de 2010. Em 2020 a expectativa de vida já estava em 76,8 anos, e em 2021 atingiu 77 anos.

#### Em Portugal
No período 2015-2017, a esperança de vida à nascença foi estimada em 80,8 anos para o total da população, sendo 77,7 anos para os homens e 83,4 anos para as mulheres. No período de uma década verificou-se um aumento de 2,3 anos de vida para o total da população (2,6 anos para os homens e 1,8 anos para as mulheres). Nas mulheres esse aumento resultou essencialmente da redução na mortalidade em idades iguais ou superiores a 60 anos, nos homens esse aumento continua a ser fundamentalmente da redução da mortalidade em idades inferiores a 60 anos, embora a contribuição da redução na mortalidade nas idades mais avançadas tenha vindo a ganhar importância.
A esperança de vida aos 65 anos atingiu 19,5 anos para o total da população. Aos 65 anos os homens podem esperar viver, em média, mais 17,6 anos e as mulheres mais 20,8 anos, o que representa ganhos de 1,4 anos e de 1,3 anos, respectivamente, na última década.